# 弗兰克·乌尔里希
弗兰克·乌尔里希（德語：Frank Ullrich，1958年1月24日—），德国男子冬季两项运动员。他曾代表德国参加1976年、1980年和1984年冬季奥林匹克运动会冬季两项比赛，获得一枚金牌、二枚银牌和一枚铜牌。